# Milovan Đilas
Milovan Đilas cirill betűkkel Милован Ђилас, nevének magyar írásváltozata Milovan Gyilasz; (Podbišće, 1911. június 12. – Belgrád, 1995. április 20.) montenegrói szerb politikus és író. Jugoszlávia egyik vezető kommunista ideológusa, kezdetben Tito harcostársa majd rendszerének bírálója lett.

## Élete
A montenegrói Podbišćében született, író, esszéista, a partizánháború egyik vezetője a második világháború idején. Tito harcostársa, később azonban szakított vele. A háború idején és utána a kommunista propaganda fő alakítója.
1933-ban jogi oklevelet szerzett Belgrádban. 1954-ig a Jugoszláv Kommunisták Szövetsége, szűkebb vezetőségének tagja volt, ideológiai funkciókat töltött be. Az egyik legtehetségesebb kommunista vezető, a jugoszláv antikonformizmus és önigazgatás egyik kidolgozója.
Az új osztály című könyvében a lenini kommunizmust kritizálja. Idealista radikálisként lassúnak ítélte a demokratizálódás ütemét, és bírálta a politikusi–bürokrata réteg kiváltságait. Elemzésének lényege, hogy nem az osztály nélküli társadalom jött létre, hanem a kommunista vezető réteg telepedett rá új osztályként a társadalomra. Ezért összeütközésbe került az állammal.
Kétszer bebörtönözték (1956–1961 és 1962–1966). A titoista rendszer számkivetettjeként élt, de Titót túlélte. Több könyvet írt (Az új osztály, Beszélgetések Sztálinnal). Kritikai életrajza Titóról fontos munka.

## Magyarul megjelent művei
- Az új osztály (zárt terjesztés, é. n.)
- Tito (Kritikai életrajz), (zárt terjesztés, é. n.)
- A Jugoszláv Szövetségi Népköztársaság alkotmánya. Gyilasz Milovan expozéja / Kardely Edvárd: A JSZNK alkotmányának fő jellegzetességei; Magyar Szó, Noviszád, 1947
- Jugoszlávia Kommunista Pártja központi vezetőségének a JKP 5. kongresszusán megtartott beszámolója az agitációs-propaganda munkáról; s.n., Beograd, 1948
- Lenin a szocialista államok viszonyáról; Bratsztvo-Jedinsztvo, Noviszád, 1949 (Korunk kérdései)
- Időszerű témák; Testvériség-Egység, Noviszád, 1950 (Korunk kérdései)
- A szocializmus útjain. Beszéd; Testvériség-Egység, Noviszád, 1950 (Politikai kiskönyvtár)
- Az új osztály; ford. Kovács János; Europa, Zürich–Stuttgart–Wien, 1958
- A társadalom szerkezetének változása a kommunizmushoz vezető úton. Tanulmány; s.n., s.l., 1958
- Beszélgetések Sztálinnal; Nagy Imre Intézet, Brüsszel, 1963
- A tökéletlen társadalom; Kossuth, Bp., 1970
- Tito. Kritikai életrajz; Kossuth, Bp., 1982
- Találkozások Sztálinnal; ford. Radics Viktória; Magvető, Bp., 1989 ISBN 963-14-1643-7